# Dąbrowa (hromada Bohorodczany)
Dąbrowa (ukr. Діброва, Dibrowa) – wieś na Ukrainie, w obwodzie iwanofrankiwskim, w rejonie iwanofrankiwskim, w hromadzie Bohorodczany. W 2024 roku liczyła 220 mieszkańców.
W II Rzeczypospolitej miejscowość stanowiła początkowo samodzielną gminę wiejską. 1 sierpnia 1934 roku w ramach reformy na podstawie ustawy scaleniowej została włączona do gminy wiejskiej Lachowce w powiecie stanisławowskim, w województwie stanisławowskim.